# Hymne der Sowjetunion
Die staatliche Hymne der Sowjetunion (russisch Гимн Советского Союза) war der am 1. Januar 1944 von Josef Stalin eingeführte Nachfolger der bis dahin als sowjetische Nationalhymne verwendeten Internationale. Der Text stammt von Sergei Michalkow und Gabriel El-Registan, die Musik von Alexander Alexandrow. Ihre Melodie wurde mit neuem Text zehn Jahre nach dem Ende der Sowjetunion am 30. Dezember 2000 als Hymne der Russischen Föderation erneut eingeführt.

## Entstehungshintergrund
Das Lied vom Vaterland (Широка страна моя родная) von Isaak Dunajewski und Wassili Lebedew-Kumatsch (deutsche Nachdichtung von Erich Weinert) aus dem Film Der Zirkus (Цирк, 1936, Regie: Grigori Alexandrow) galt seit den 1930er Jahren als „inoffizielle Hymne“ der Sowjetunion.
Die Staatshymne der Union der Sozialistischen Sowjetrepubliken (russisch Государственный гимн Союза Советских Социалистических Республик) entstand im Jahre 1943. Alexandrow, der seit 1928 Gründungsdirektor des Lied- und Tanzensembles der Sowjetischen Armee war, benutzte für die Gestaltung der Hymne die Melodie, die er 1938 schon einmal der Hymne der bolschewistischen Partei von Wassili Lebedew-Kumatsch verlieh. Er unterzog sie dabei nur geringfügigen Änderungen. Das musikalische Material, das Alexandrow für die Parteihymne benutzt hatte, ist mit demjenigen der Staatshymne annähernd identisch und stellte somit den hörbaren Zusammenhang von Staat, Gesellschaft, Partei und Patriotismus her.
Der ursprüngliche Text, der in der zweiten Strophe einen Lobgesang auf Stalin enthielt, wurde 1956 und 1977 vom Autor Michalkow umgeschrieben. Der ursprünglich variierende Refrain erhielt für alle drei Instanzen einen einheitlichen Text. In der dann vorliegenden Form war die Hymne bis ins Jahr 1991 in Gebrauch. Mit der Auflösung der Sowjetunion und der Gründung der Russischen Föderation galt seit 1990/91 zunächst das Patriotische Lied von Michail Glinka als Hymne in Russland, bevor im Jahr 2000 die Hymne der Russischen Föderation mit der alten Melodie der sowjetischen Hymne eingeführt wurde. Aufs Neue dichtete Sergei Michalkow den Text, diesmal über das von Gott zu schützende Heimatland.

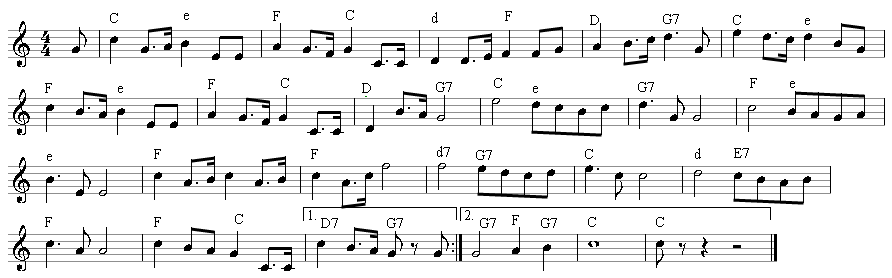
Melodie und Harmonien der Hymne der Sowjetunion

## Verbot
Die Aufführung kommunistischer Lieder ist, je nach Kontext, in Ungarn (seit 1994), Lettland und Litauen (seit 2008) verboten. Ein derartiges Verbot, das u. a. die Nutzung kommunistischer Symbole mit zwei Jahren Freiheitsstrafe ahndete, bestand seit 2009 in Polen, mit dem Urteil des Verfassungsgerichtshofs vom 19. Juli 2011 wurde es jedoch für verfassungswidrig erklärt und als vom Anfang an nichtig betrachtet.

## Hymnentexte

### 1943
| Originalversion | Transkription (Duden) | Übersetzung |
| --- | --- | --- |
| Союз нерушимый республик свободных Сплотила навеки Великая Русь. Да здравствует, созданный волей народов, Единый, могучий Советский Союз!                                          | Sojus neruschimy respublik swobodnych Splotila naweki Welikaja Rus. Da sdrawstwujet, sosdanny wolei narodow, Jediny, mogutschi Sowetski Sojus!                  | Die unzerbrechliche Union der freien Republiken vereinigte für die Ewigkeit die große Rus. Es lebe, vereinigt durch den Willen der Völker die einige, mächtige Sowjetunion!                    |
| :Припев: Славься, Отечество наше свободное, Дружбы народов надёжный оплот! Знамя советское, знамя народное Пусть от победы к победе ведёт!                                         | :Pripew: Slawsja, Otetschestwo nasche swobodnoje, Druschby narodow nadjoschny oplot! Snamja sowetskoje, snamja narodnoje Pust ot pobedy k pobede wedjot!        | :Refrain: Rühme dich, unser freies Vaterland, Sichere Festung der Völkerfreundschaft! Die Fahne der Sowjets, die Fahne des Volkes Soll uns führen von Sieg zu Sieg!                            |
| Сквозь грозы сияло нам солнце свободы, И Ленин великий нам путь озарил. Нас вырастил Сталин – на верность народу, На труд и на подвиги нас вдохновил!                              | Skwos grosy sijalo nam solnze swobody, I Lenin weliki nam put osaril. Nas wyrastil Stalin – na wernost narodu, Na trud i na podwigi nas wdochnowil!             | Durch Gewitter schien uns die Sonne der Freiheit, Und der große Lenin erleuchtete uns den Weg. Uns erzog Stalin – zur Treue zum Volk, Zu Arbeit und Heldentaten regte er uns an!               |
| (dieselbe nach der Entstalinisierung) Сквозь грозы сияло нам солнце свободы, И Ленин великий нам путь озарил: На правое дело он поднял народы, На труд и на подвиги нас вдохновил! | Skwos grosy sijalo nam solnze swobody, I Lenin weliki nam put osaril: Na prawoje delo on podnjal narody, Na trud i na podwigi nas wdochnowil!                   | Durch Gewitter schien uns die Sonne der Freiheit, Und der große Lenin erleuchtete uns den Weg. Zur gerechten Sache erweckte er die Völker, Zu Arbeit und Heldentaten regte er uns an!          |
| :Припев: Славься, Отечество наше свободное, Счастья народов надёжный оплот! Знамя советское, знамя народное Пусть от победы к победе ведёт!                                        | :Pripew: Slawsja, Otetschestwo nasche swobodnoje, Stschastja narodow nadjoschny oplot! Snamja sowetskoje, snamja narodnoje Pust ot pobedy k pobede wedjot!      | :Refrain: Rühme dich, unser freies Vaterland, Sichere Festung des Glückes der Völker! Die Fahne der Sowjets, die Fahne des Volkes Soll uns führen von Sieg zu Sieg!                            |
| Мы армию нашу растили в сраженьях, Захватчиков подлых с дороги сметём! Мы в битвах решаем судьбу поколений, Мы к славе Отчизну свою поведём!                                       | My armiju naschu rastili w sraschenjach, Sachwattschikow podlych s dorogi smetjom! My w bitwach reschajem sudbu pokoleni, My k slawe Ottschisnu swoju powedjom! | Wir stärkten unsere Armee in Schlachten, Fegen die niederträchtigen Eindringlinge aus dem Weg! In Kämpfen entscheiden wir das Schicksal der Generationen, Wir führen unser Vaterland zum Ruhm! |
| :Припев: Славься, Отечество наше свободное, Славы народов надёжный оплот! Знамя советское, знамя народное Пусть от победы к победе ведёт!                                          | :Pripew: Slawsja, Otetschestwo nasche swobodnoje, Slawy narodow nadjoschny oplot! Snamja sowetskoje, snamja narodnoje Pust ot pobedy k pobede wedjot!           | :Refrain: Rühme dich, unser freies Vaterland, Sichere Festung des Ruhmes der Völker! Die Fahne der Sowjets, die Fahne des Volkes Soll uns führen von Sieg zu Sieg!                             |

### 1977
| Originalversion | Transkription (Duden) | Übersetzung |
| --- | --- | --- |
| Союз нерушимый республик свободных Сплотила навеки Великая Русь. Да здравствует, созданный волей народов, Единый, могучий Советский Союз!  | Sojus neruschimy respublik swobodnych Splotila naweki Welikaja Rus. Da sdrawstwujet, sosdanny wolei narodow, Jediny, mogutschi Sowetski Sojus!            | Die unzerbrechliche Union der freien Republiken vereinigte für die Ewigkeit die große Rus. Es lebe, vereinigt durch den Willen der Völker die einige, mächtige Sowjetunion!                  |
| :Припев: Славься, Отечество наше свободное, Дружбы народов надёжный оплот! Партия Ленина – сила народная Нас к торжеству коммунизма ведёт! | :Pripew: Slawsja, Otetschestwo nasche swobodnoje, Druschby narodow nadjoschny oplot! Partija Lenina – sila narodnaja Nas k torschestwu kommunisma wedjot! | :Refrain: Rühme dich, unser freies Vaterland, Sichere Festung der Völkerfreundschaft! Lenins Partei ist die Kraft des Volkes Sie führt uns zum Triumph des Kommunismus!                      |
| Сквозь грозы сияло нам солнце свободы И Ленин великий нам путь озарил На правое дело он поднял народы, На труд и на подвиги нас вдохновил! | Skwos grosy sijalo nam solnze swobody I Lenin weliki nam put osaril Na prawoje delo on podnjal narody, Na trud i na podwigi nas wdochnowil!               | Durch die Gewitter schien uns die Sonne der Freiheit, Und der große Lenin erleuchtete uns den Weg. Für die gerechte Sache erweckte er die Völker, Zu Arbeit und Heldentaten regte er uns an! |
| :Припев: / :Pripew: / :Refrain: | | |
| В победе бессмертных идей коммунизма Мы видим грядущее нашей страны, И красному знамени славной Отчизны Мы будем всегда беззаветно верны!  | W pobede bessmertnych idei kommunisma My widim grjaduschtscheje naschei strany, I krasnomu snameni slawnoi Ottschisny My budem wsegda bessawetno werny!   | Im Sieg der unsterblichen Ideen des Kommunismus sehen wir die Zukunft unseres Landes, und dem roten Banner des ruhmreichen Vaterlandes werden wir immer selbstlos treu bleiben!              |
| :Припев: / :Pripew: / :Refrain: | | |

## Referenzen in anderen Musikstücken
- Das Lied Go West (1979) der Village People, später von den Pet Shop Boys neu aufgenommen, nimmt starke Anleihen von der Melodie der Hymne.

(Hörbeispiel: Hymne → Go Westⓘ).
- Auch Rainhard Fendrich orientierte sich an der Melodie für den Refrain seines Liedes Blond aus dem Jahr 1997.
- Im Titelstück des Albums Stalingrad (2012) der deutschen Heavy-Metal-Band Accept wird die Hymne musikalisch zitiert.
- Im Lied "Defense of Moscow" (2021) der schwedischen Heavy/Power-Metal-Band Sabaton wird ein Teil der Melodie gespielt.
- Umgekehrt wird die der Hymne zugrundeliegende Harmonie auf den Kanon und Gigue in D-Dur des Barockkomponisten Johann Pachelbel zurückgeführt.